# Elatostema dactylocephalum
Elatostema dactylocephalum är en nässelväxtart som beskrevs av Wen Tsai Wang. Elatostema dactylocephalum ingår i släktet Elatostema och familjen nässelväxter. Inga underarter finns listade i Catalogue of Life.